# 台北電気

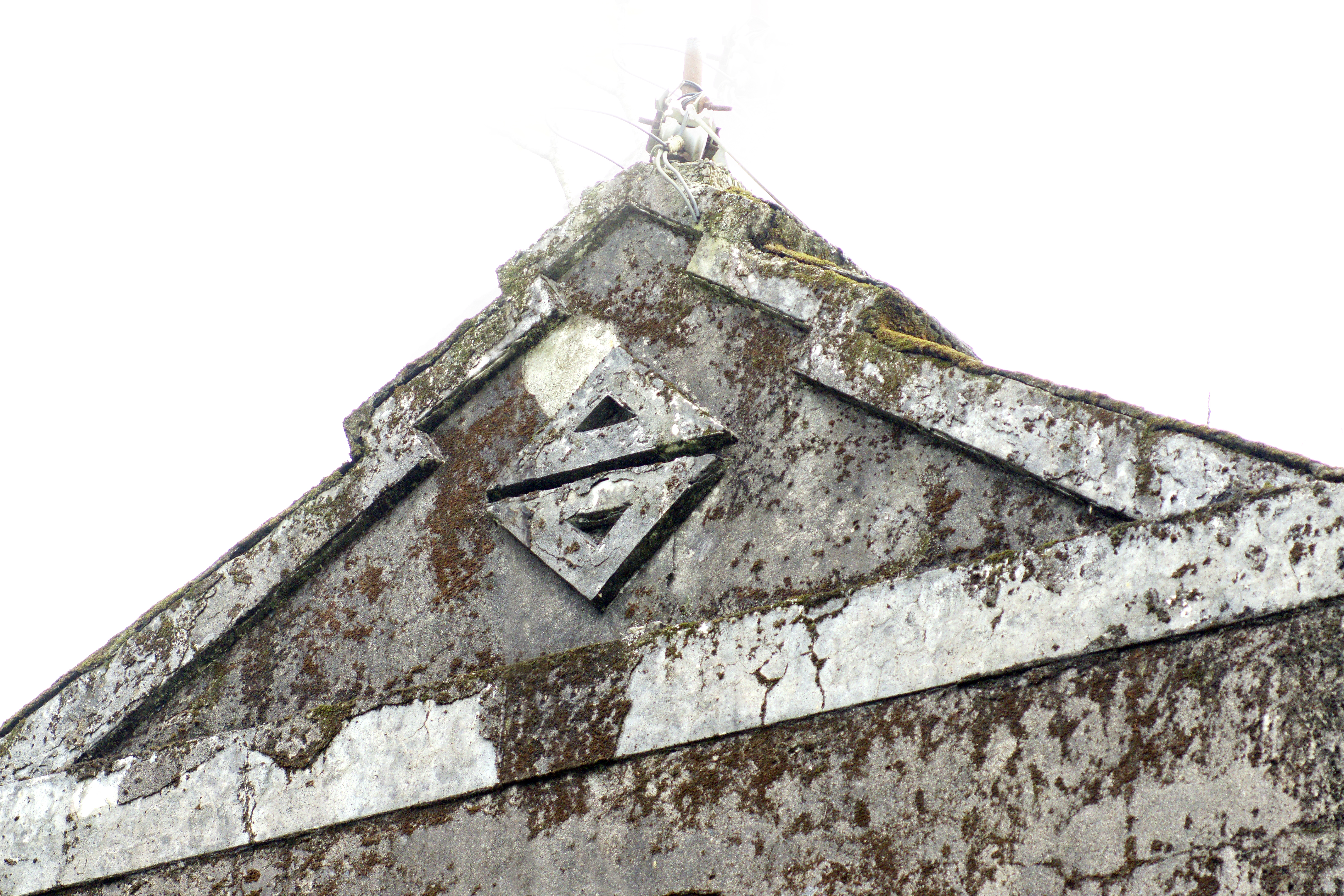
亀山発電所跡に残る台北電気の社章

台北電気（たいほくでんき）は、1903年（明治36年）2月12日に土倉龍治郎により設立された台湾初の発電事業会社。
淡水河の支流である南勢溪にダムを築き、電力を供給する計画であった。これは清の劉銘伝の計画を引き継いだものである。
しかし、当時の台湾総督・児玉源太郎の意向によって同年の11月に官営化された。　その後、総督府によって官営の亀山発電所が完成し、1905年（明治38年）9月に台北市街に電力供給を開始した。